# Saint-Bonnet-de-Salers
Saint-Bonnet-de-Salers ist eine französische Gemeinde mit 254 Einwohnern (Stand 1. Januar 2022) im Département Cantal in der Region Auvergne-Rhône-Alpes (vor 2016 Auvergne). Sie gehört zum Kanton Mauriac im Arrondissement Mauriac.

## Lage
Saint-Bonnet-de-Salers liegt etwa 33 Kilometer nördlich von Aurillac. Das Gemeindegebiet wird vom Flüsschen Sionne durchquert, das zur Auze entwässert.
Nachbargemeinden sind Anglards-de-Salers im Norden, Le Vaulmier im Nordosten und Osten, Le Falgoux im Osten und Südosten, Saint-Paul-de-Salers im Südosten und Süden, Salers im Süden, Saint-Martin-Valmeroux im Süden und Südwesten, Drugeac im Westen sowie Salins im Nordwesten.

## Bevölkerungsentwicklung
| Jahr                       | 1962 | 1968 | 1975 | 1982 | 1990 | 1999 | 2006 | 2011 | 2019 |
| -------------------------- | ---- | ---- | ---- | ---- | ---- | ---- | ---- | ---- | ---- |
| Einwohner                  | 645  | 549  | 507  | 438  | 402  | 330  | 331  | 309  | 271  |
| Quellen: Cassini und INSEE |      |      |      |      |      |      |      |      |      |

## Sehenswürdigkeiten
- Kirche Saint-Bonnet aus dem 12./13. Jahrhundert, seit 2003 Monument historique
- Burg Leybros aus dem 14. Jahrhundert, seit 2002 Monument historique

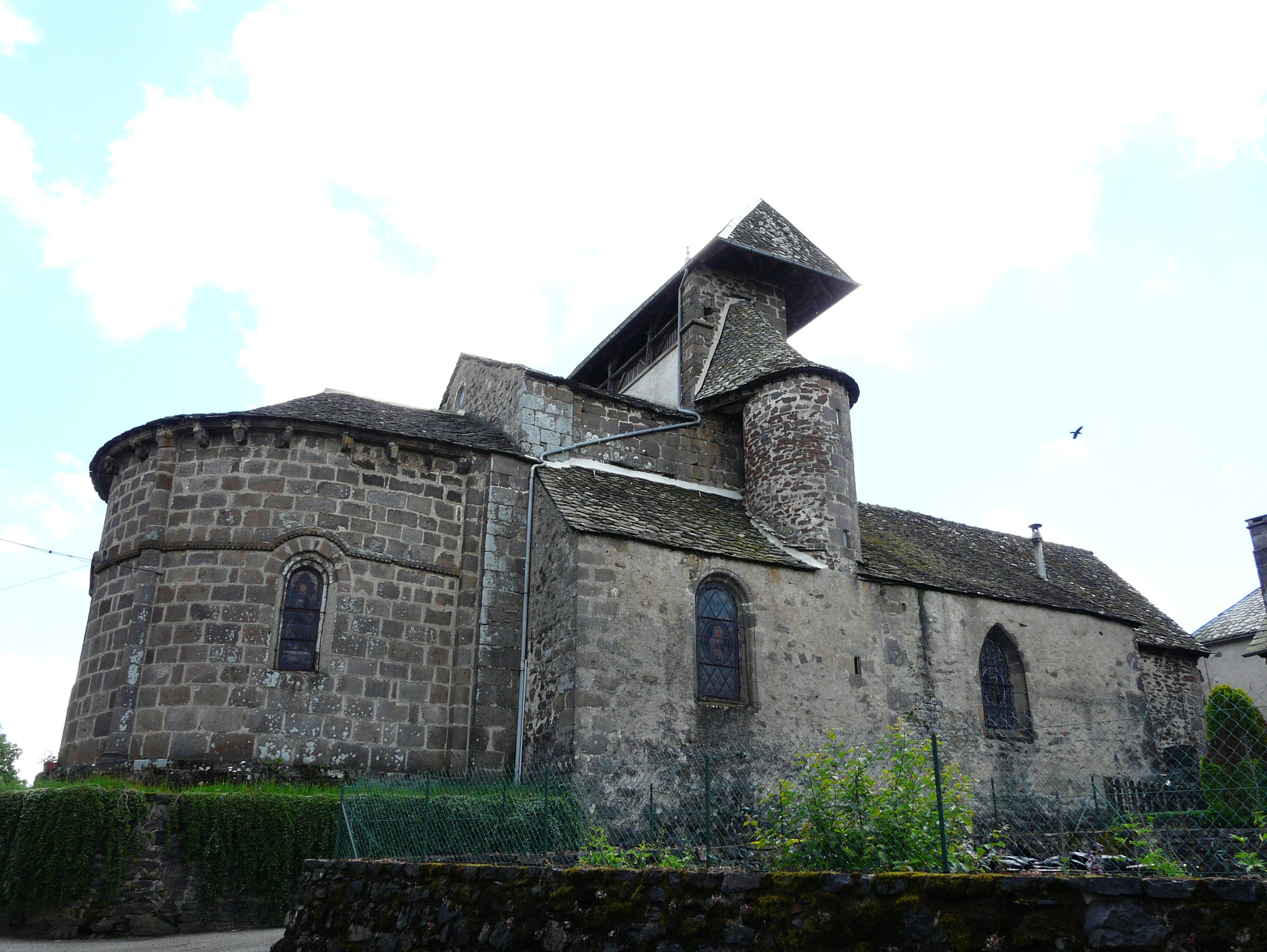
Kirche Saint-Bonnet